# Beania discodermiae
Beania discodermiae är en mossdjursart som först beskrevs av Ortmann 1890.  Beania discodermiae ingår i släktet Beania och familjen Beaniidae. Utöver nominatformen finns också underarten B. d. boninensis.